# الرثيم (المضاربة والعارة)

تعديل مصدري - تعديل

الرثيم هي إحدى قرى عزلة المضاربة بمديرية المضاربة والعارة التابعة لمحافظة لحج، بلغ تعداد سكانها 26 نسمة حسب تعداد اليمن لعام 2004.